# Linares de la Sierra
Linares de la Sierra is een gemeente in de Spaanse provincie Huelva in de regio Andalusië met een oppervlakte van 29,00 km². Linares de la Sierra telt 266 inwoners (1 januari 2016).

## Demografische ontwikkeling
Bron: INE, 1857-2011: volkstellingen